# Papercut (bài hát của Linkin Park)
"Papercut" là một bài hát của ban nhạc rock người Mỹ Linkin Park. Nó được phát hành làm đĩa đơn thứ 3 trong album đầu tay Hybrid Theory (2000), và là bài hát mở đầu của đĩa nhạc. Bài hát đạt vị trí thứ 14 trên UK Singles Chart (Bảng xếp hạng Đĩa đơn Vương Quốc Anh) năm 2001 và đã nằm trong bảng xếp hạng này 6 tuần. Nó cũng đạt vị trí thứ 32 trên Modern Rock Tracks Chart (Bảng xếp hạng các bản nhạc rock hiện đại) vào năm 2002. Bài hát đã được chứng nhận Vàng bởi Hiệp hội Công nghiệp Ghi âm Hoa Kỳ vào năm 2017, với doanh số 500.000 bản kỹ thuật số.

## Hoàn cảnh
Ca sĩ chính Chester Bennington nói rằng "Papercut" là một trong những bài hát Linkin Park yêu thích của ông. Trong các buổi biểu diễn trực tiếp, câu "something in here's not right today" được đổi thành "something inside's not right today". Nó cũng được đưa vào nhạc phim của bộ phim The One năm 2001.
Trong album remix Reanimation (2002) của Linkin Park, có một bản phối lại của bài hát này, mang tên "Ppr:Kut", được hòa âm lại bởi Cheapshot. Các nhạc tố từ bài hát đã được sử dụng trong bài hát "Sold My Soul to Yo Mama", xuất hiện trên các album Linkin Park Underground 4.0 và Songs from the Underground. Ngoài ra, đĩa EP mashup Collision Course (2004) có một bản phối của bài hát này cùng với "Big Pimpin'" của Jay-Z. Năm 2005, bài hát được kết hợp với "Like a Pimp (Remix)" của David Banner trong mixtape do Mike Shinoda (rapper và giọng ca chính của ban nhạc) và Rock Phenomenon chủ trì, cho ra bài hát David Banner vs. Linkin Park.
Trong đĩa đơn trước của ban nhạc, "Crawling", một phần trình diễn trực tiếp của bài hát đã được đưa vào phần mặt B của đĩa đơn.

## Video âm nhạc
Video âm nhạc được đồng đạo diễn bởi Nathan "Karma" Cox và tay đẩy đĩa của Linkin Park là Joseph Hahn (người cũng đạo diễn các video cho "Pts.OF.Athrty" và "in the End"). Nó không được phát hành tại Hoa Kỳ.
Tính đến tháng 2 năm 2021, bài hát đã có 184 triệu lượt xem trên YouTube.

## Xếp hạng
"Papercut" là đĩa đơn thứ 4 được phát hành từ Hybrid Theory ở Mỹ, và chỉ được xếp hạng trên bảng xếp hạng Modern Rock Tracks ở vị trí thứ 32, sau đó nó đã trụ lại trên bảng xếp hạng trong 18 tuần. Bài hát đạt vị trí thứ 14 trên Bảng xếp hạng đĩa đơn của Vương quốc Anh và có 4 tuần đứng đầu Bảng xếp hạng nhạc Rock của Vương quốc Anh không liên tiếp.

## Danh sách bài hát
Tất cả các ca khúc được viết bởi Linkin Park.
| STT | Nhan đề                           | Thời lượng |
| --- | --------------------------------- | ---------- |
| 1.  | "Papercut"                        | 3:05       |
| 2.  | "Points of Authority" (Trực tiếp) | 3:25       |
| 3.  | "Papercut" (Trực tiếp)            | 3:12       |
| 4.  | "Papercut" (Video)                | 3:13       |

## Nhân sự
- Mike Shinoda - rap, sampler
- Chester Bennington - ca sĩ
- Brad Delson - guitar
- Joe Hahn - bàn xoay, sampler
- Rob Bourdon - trống, bộ gõ
- Ian Hornbeck - bass

## Xếp hạng

### Bảng xếp hạng hàng tuần
| Bảng xếp hạng (2001–02)                | Vị trí |
| -------------------------------------- | ------ |
| Úc (ARIA)                              | 87     |
| Áo (Ö3 Austria Top 40)                 | 43     |
| Đức (Official German Charts)           | 49     |
| Ireland (IRMA)                         | 27     |
| Hà Lan (Single Top 100)                | 39     |
| Ba Lan (LP3)                           | 32     |
| Scotland (OCC)                         | 10     |
| Thụy Sĩ (Schweizer Hitparade)          | 80     |
| Anh Quốc Rock and Metal (OCC)          | 1      |
| Anh Quốc (OCC)                         | 14     |
| Hoa Kỳ Alternative Songs (Billboard)   | 32     |
| Bảng xếp hạng (2017)                   | Vị trí |
| Cộng hòa Séc (Singles Digitál Top 100) | 100    |
| Hoa Kỳ Hot Rock Songs (Billboard)      | 18     |

### Bảng xếp hạng cuối năm
| Bảng xếp hạng (2019) | Vị trí |
| -------------------- | ------ |
| Bồ Đào Nha (AFP)     | 1724   |

## Chứng nhận
| Quốc gia                                                    | Chứng nhận | Số đơn vị/doanh số chứng nhận |
| ----------------------------------------------------------- | ---------- | ----------------------------- |
| Anh Quốc (BPI)                                              | Silver     | 200.000‡                      |
| Hoa Kỳ (RIAA)                                               | Gold       | 500.000‡                      |
| ‡ Chứng nhận dựa theo doanh số tiêu thụ và phát trực tuyến. |            |                               |